# Pojén
Pojén (románul: Poiana) falu Romániában, Erdélyben, Fehér megyében. Közigazgatásilag Aranyosszohodol községhez tartozik.

## Fekvése
Verespataktól délkeletre fekvő település.

## Története
Pojén nevét 1909-ben említette először oklevél Pojén néven, mint Aranyosszohodol tartozékát a Verespataki járásban. Későbbi névváltozatai: 1909- 1919 között Poiana, Pojén, v. Sohodol, 1956-ban Poján, Sohodol-Poiana. Különvált tőle Deoncești, Furduiești, Lehești, Munești, Robești, Șimocești és Țoci.
1941-ben 1065, 1956-ban 90 lakosa volt. 1966-ban 66, 1977-ben 57, 1992-ben 21, a 2002-es népszámláláskor 12 román lakosa volt.